# Leipsic (Delaware)
Leipsic es un pueblo ubicado en el condado de Kent en el estado estadounidense de Delaware. En el año 2000 tenía una población de 203 habitantes y una densidad poblacional de 278.8 personas por km².

## Geografía
Leipsic se encuentra ubicado en las coordenadas 39°14′25″N 75°31′0″O / 39.24028, -75.51667.

## Demografía
Según la Oficina del Censo en 2000 los ingresos medios por hogar en la localidad eran de $37,656, y los ingresos medios por familia eran $39,219. Los hombres tenían unos ingresos medios de $35,156 frente a los $22,500 para las mujeres. La renta per cápita para la localidad era de $13,825. Alrededor del 14.9% de la población estaban por debajo del umbral de pobreza.

## Localidades adyacentes
Diagrama de las localidades a un radio de 16 km a la redonda de Leipsic.